# Procynosuchus
Procynosuchus é um gênero extinto de cinodontes do Permiano.